# 清水邸庭園
清水邸庭園（しみずていていえん、Shimizu-tei Garden）は、静岡県掛川市に存在する日本の公園。かつての地元の豪商である清水家の邸宅であった庭園を、公園として整備したものである。ただし、清水家の本宅は非公開とされている。

## 来歴
清水邸庭園は、清水家の旧邸宅を公園として整備したものである。清水家は、江戸時代に廻船問屋を営んでいた豪商であった。横須賀藩の御用達を務めるなど、興隆を極めた。歴代の当主は代々「清水八十郎」を襲名しており、その繁栄ぶりは「八十様にはおよばないがせめてなりたや殿様に」と俗謡で謳われるほどであった。

## 庭園内
庭
屋敷の南側に位置する庭園は、江戸時代中期ごろに造られた回遊式庭園である。庭園内に湧き出た地下水を生かし、それを作庭に取り入れている。水のせせらぎを生かした庭園は高く評価されており、「静岡県みずべ百選」にも選出されている。
湧水亭
園内には、茶室などを備えた湧水亭が設けられている。

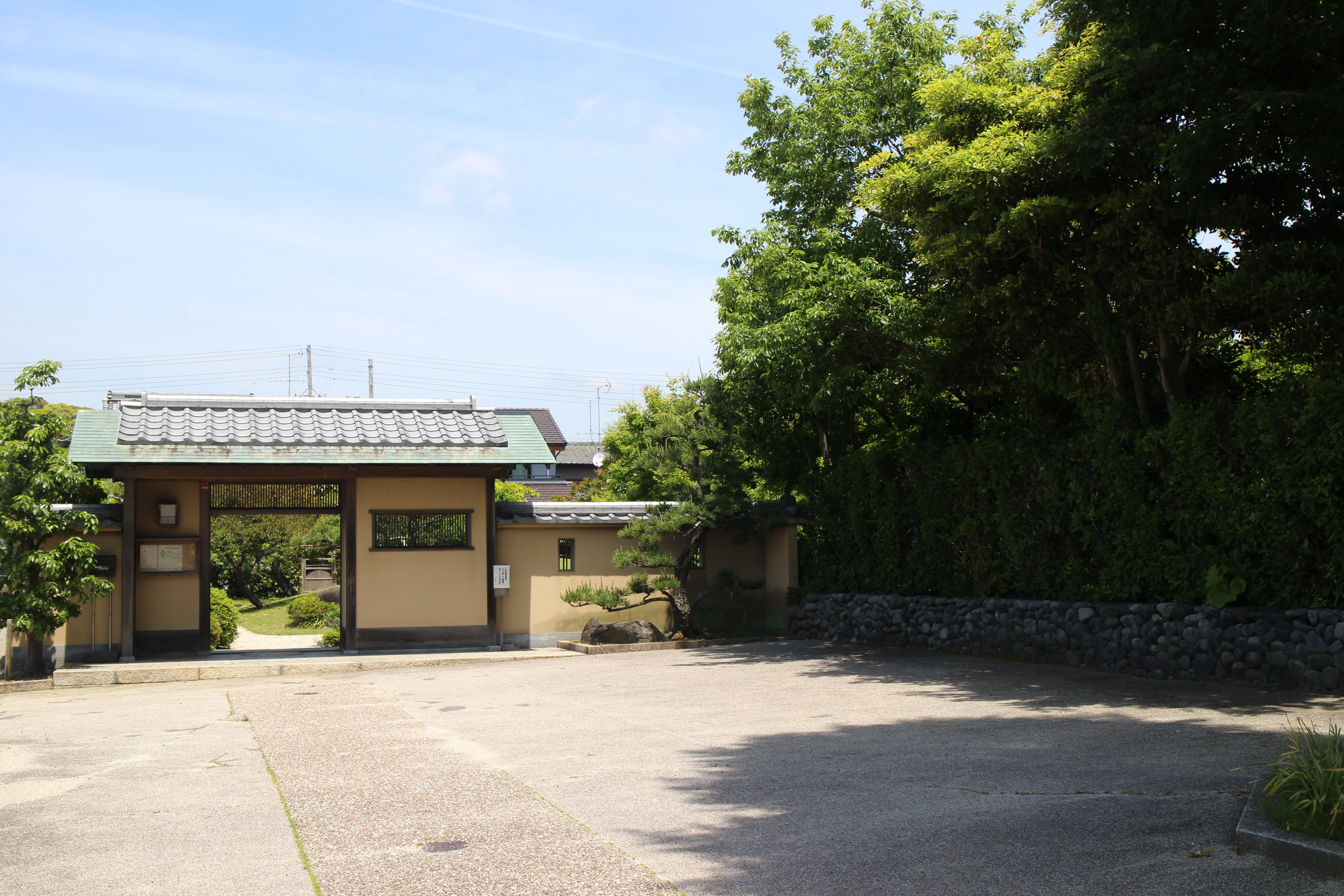
表門
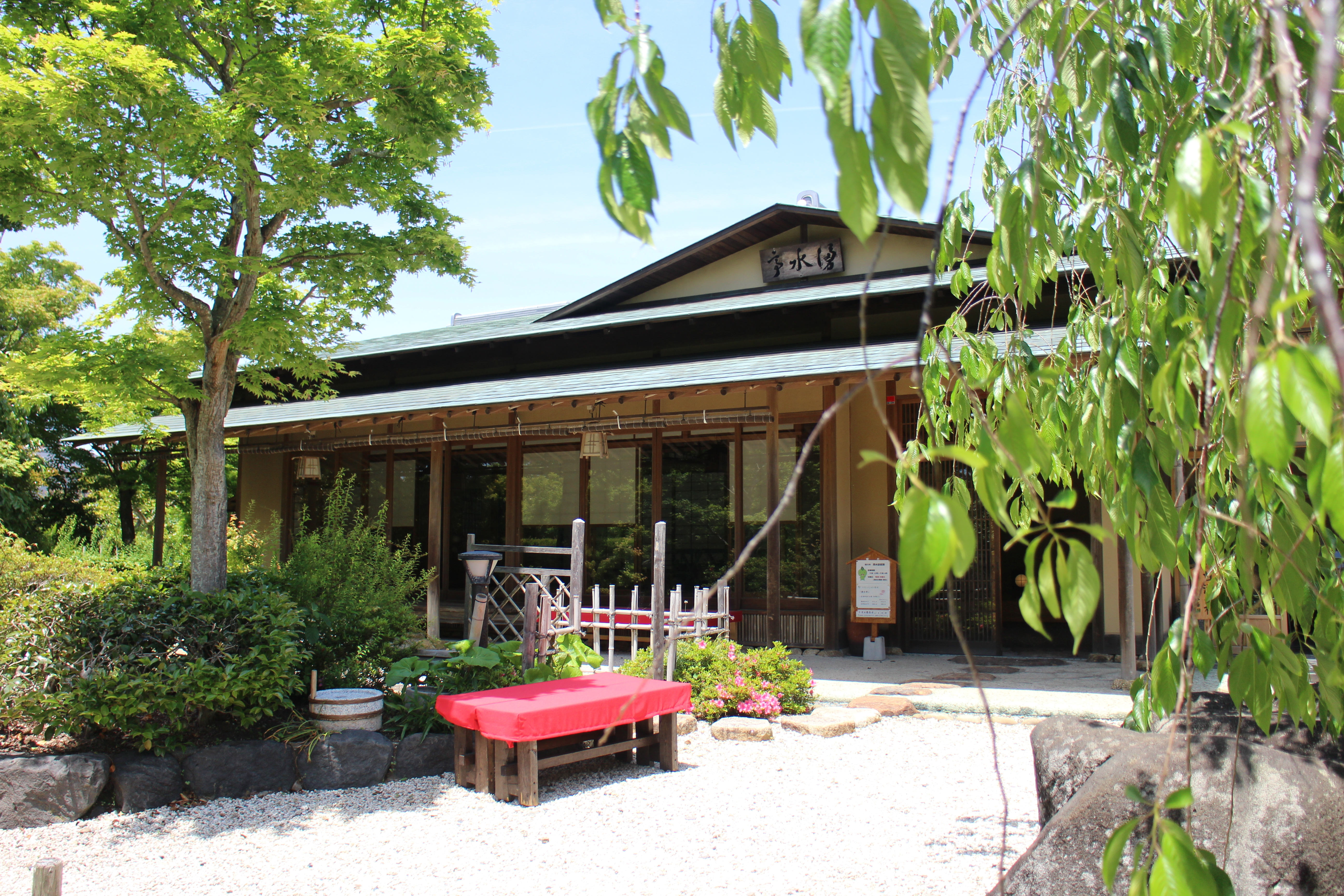
湧水亭
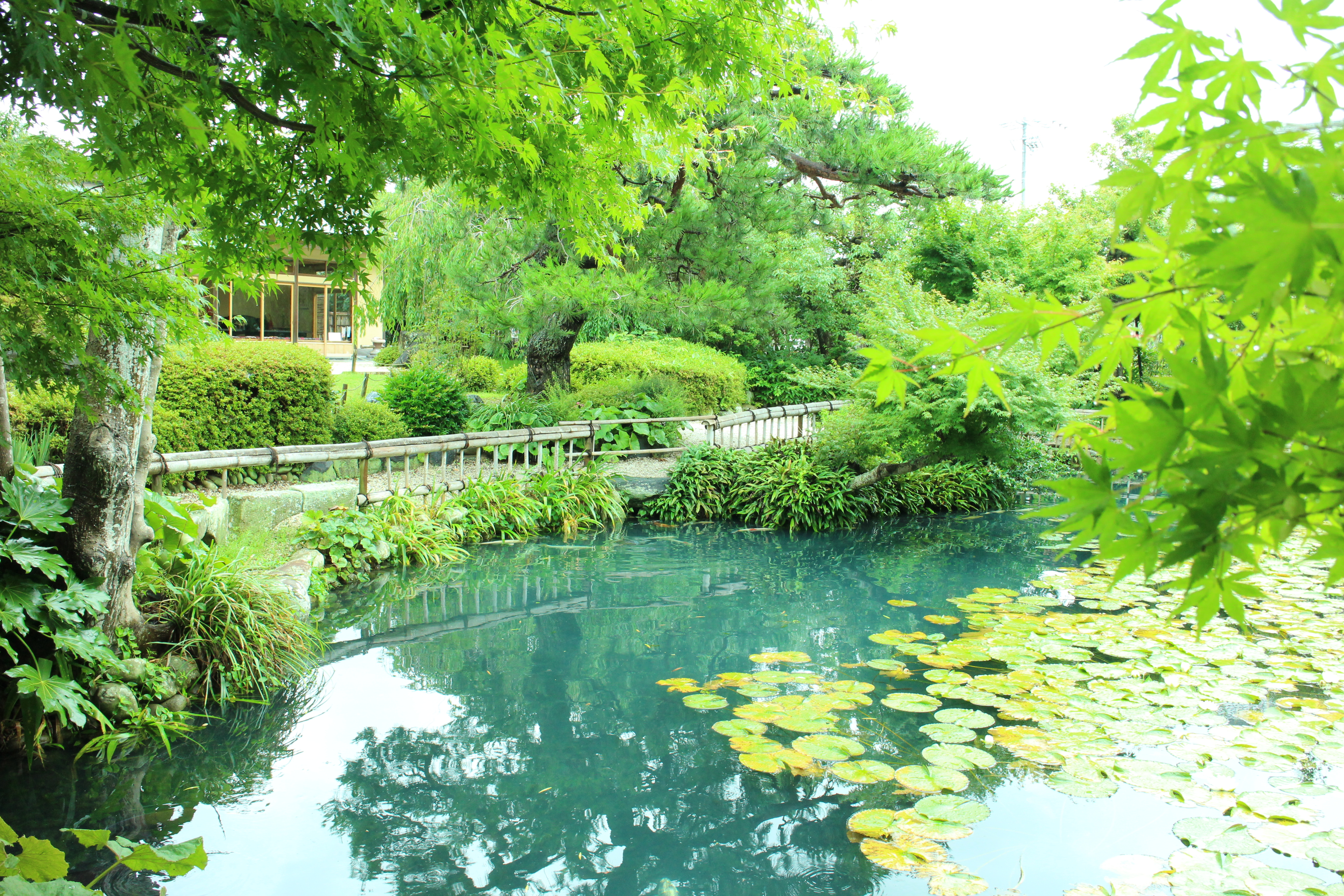
庭園
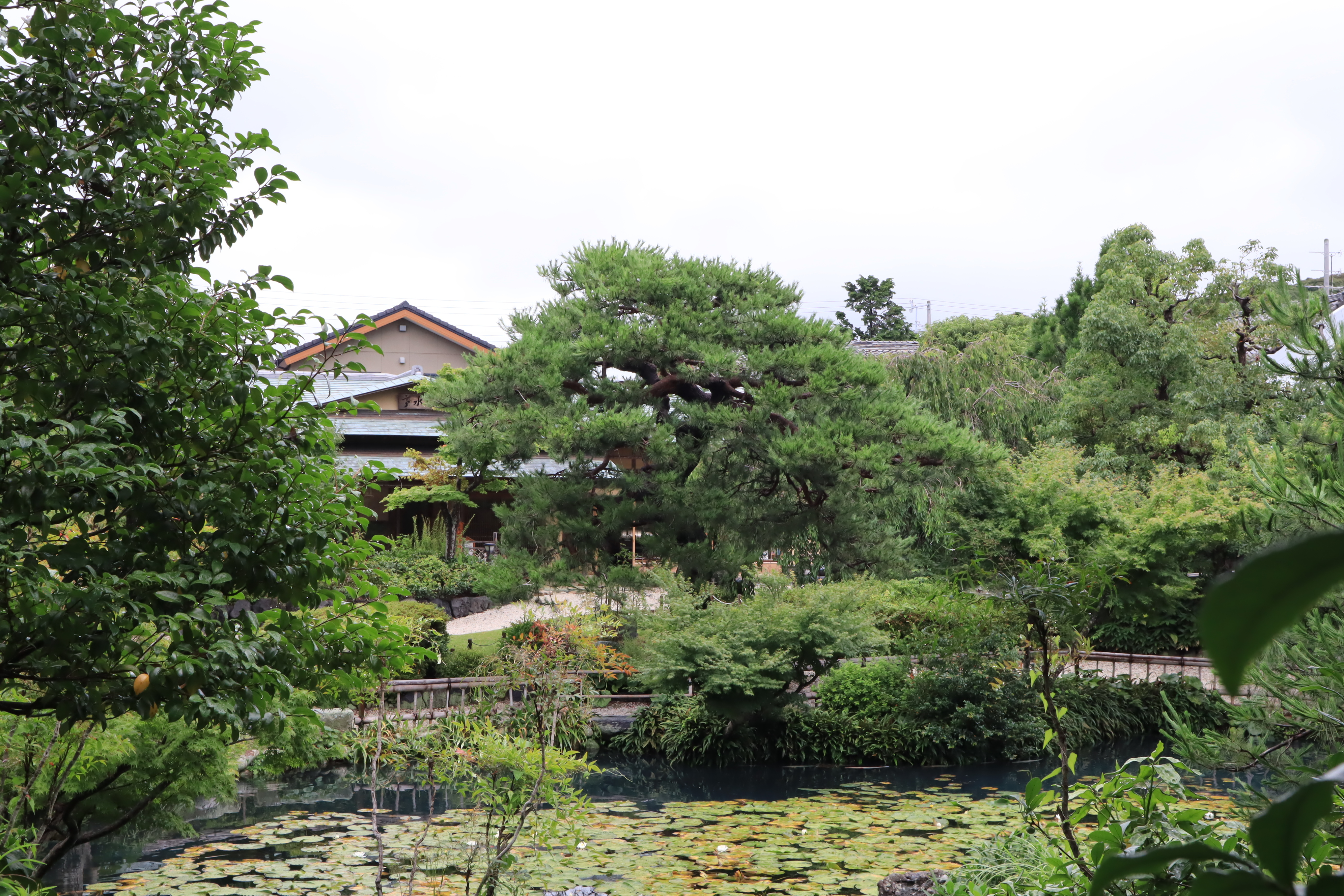
庭園

## 本邸
清水家の本宅は一部公開中であるが、注意が必要である。